# Imotz
Imotz è un comune spagnolo di 407 abitanti situato nella comunità autonoma della Navarra.